# Acacia terminalis
Acacia terminalis é uma espécie de leguminosa do gênero Acacia, pertencente à família Fabaceae.

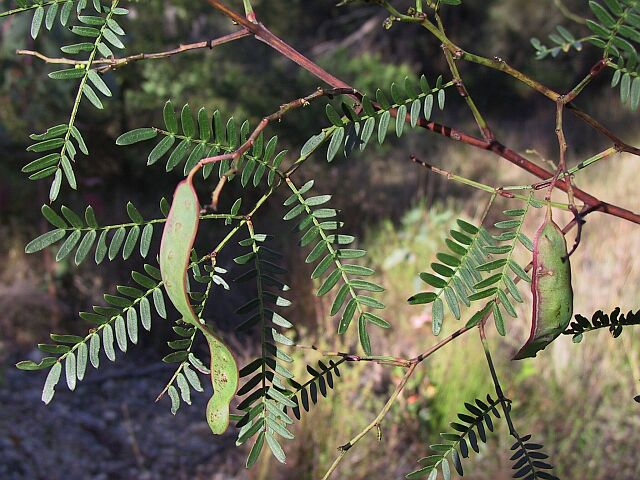
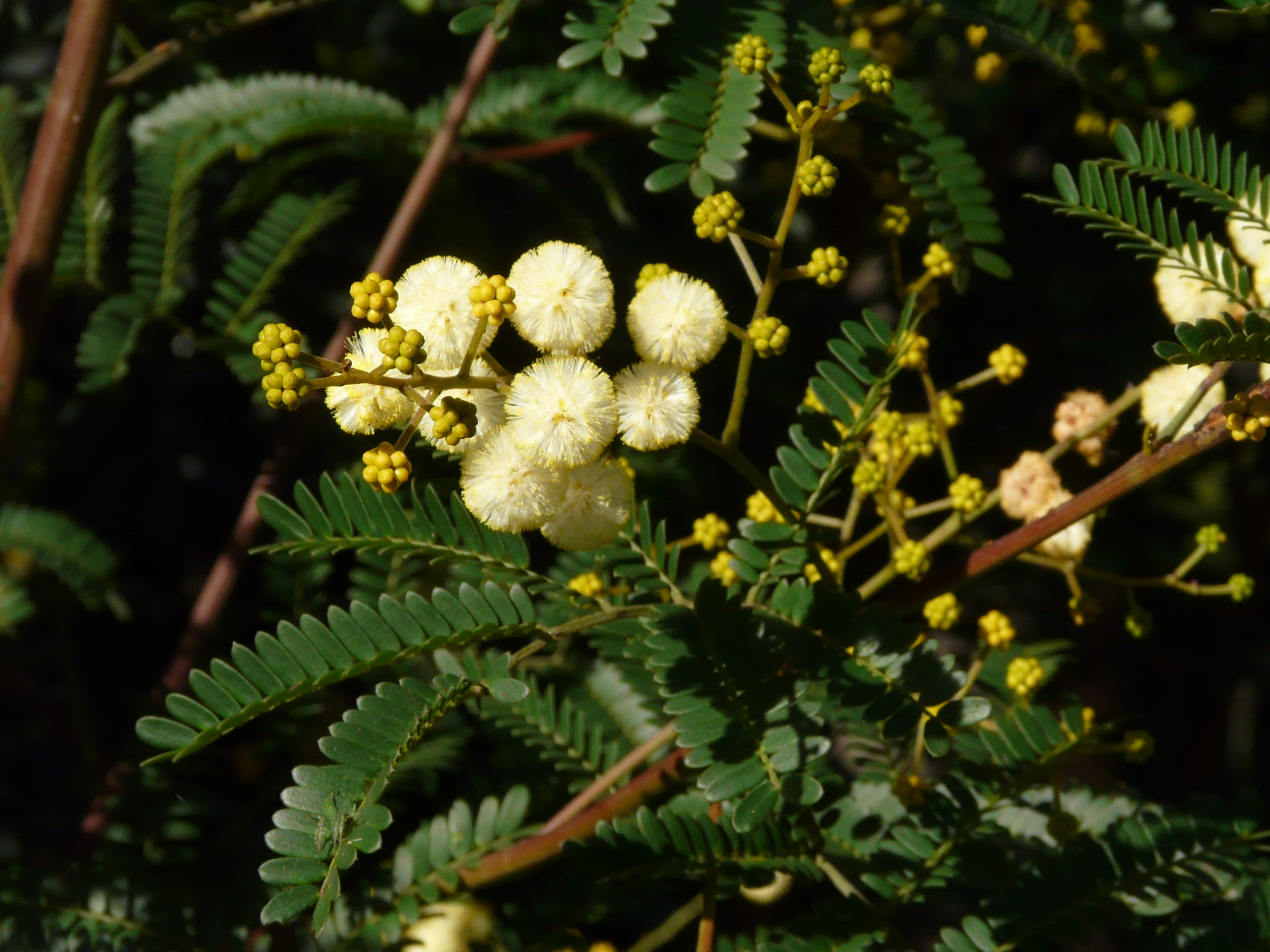
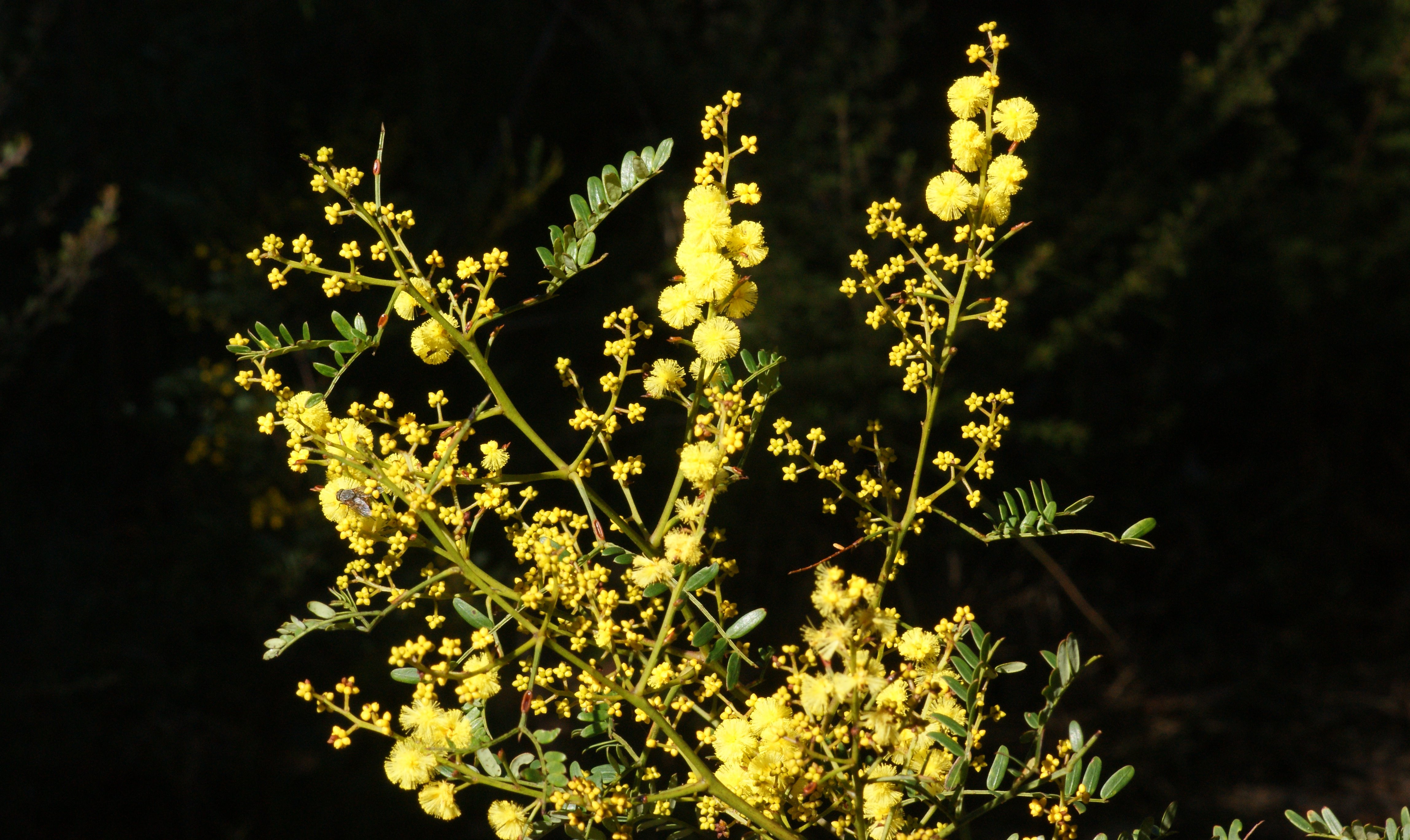
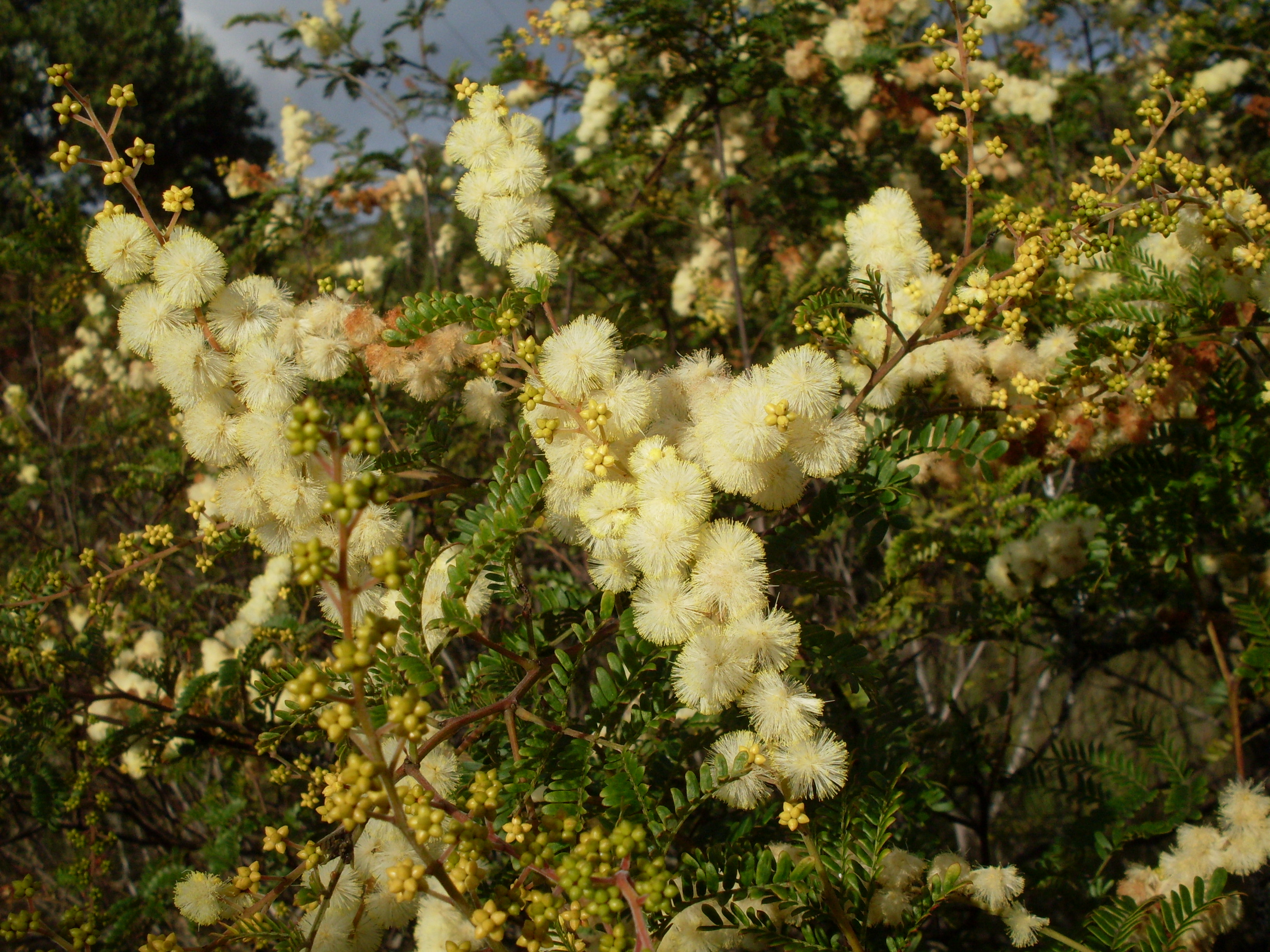
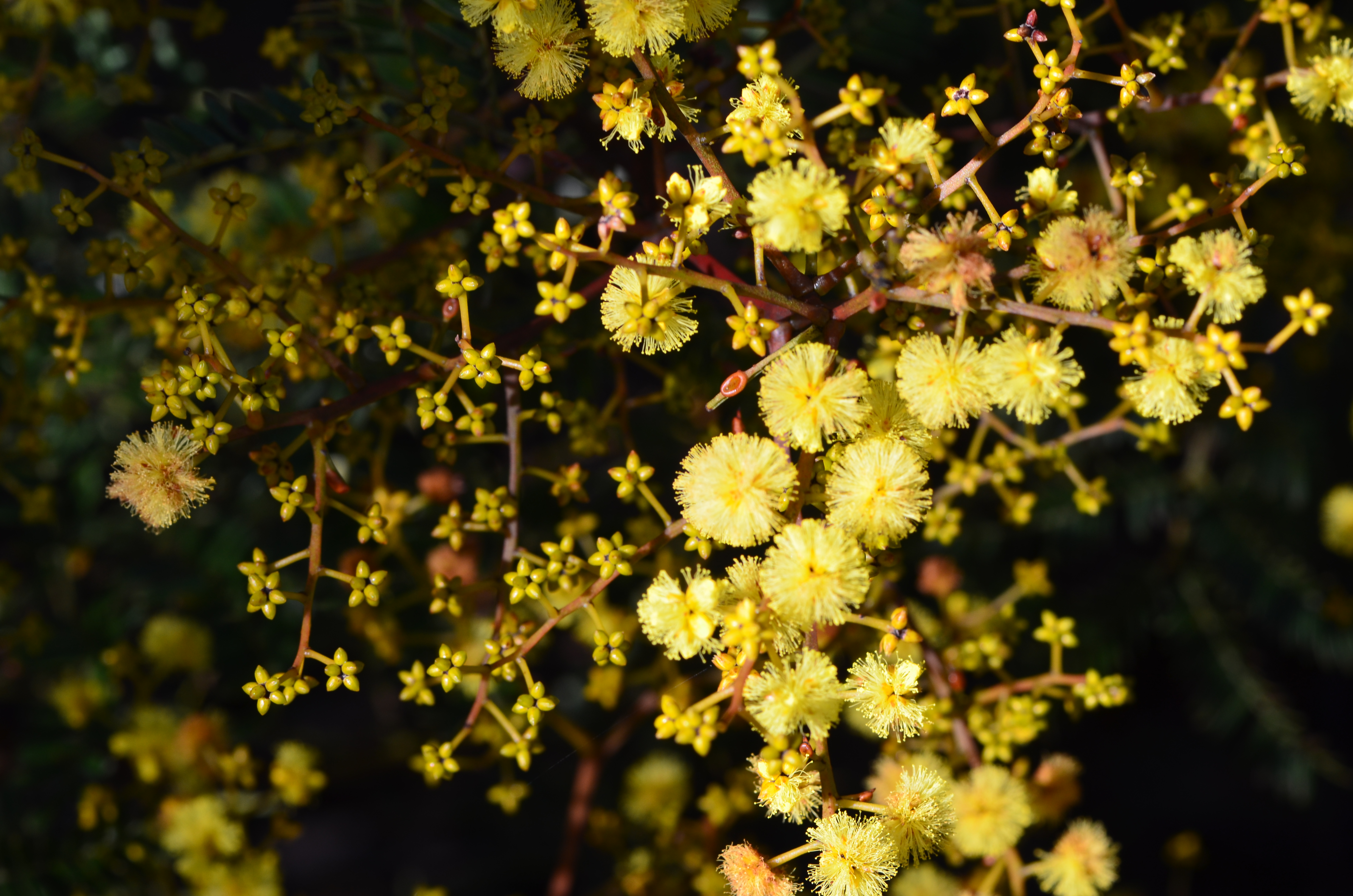
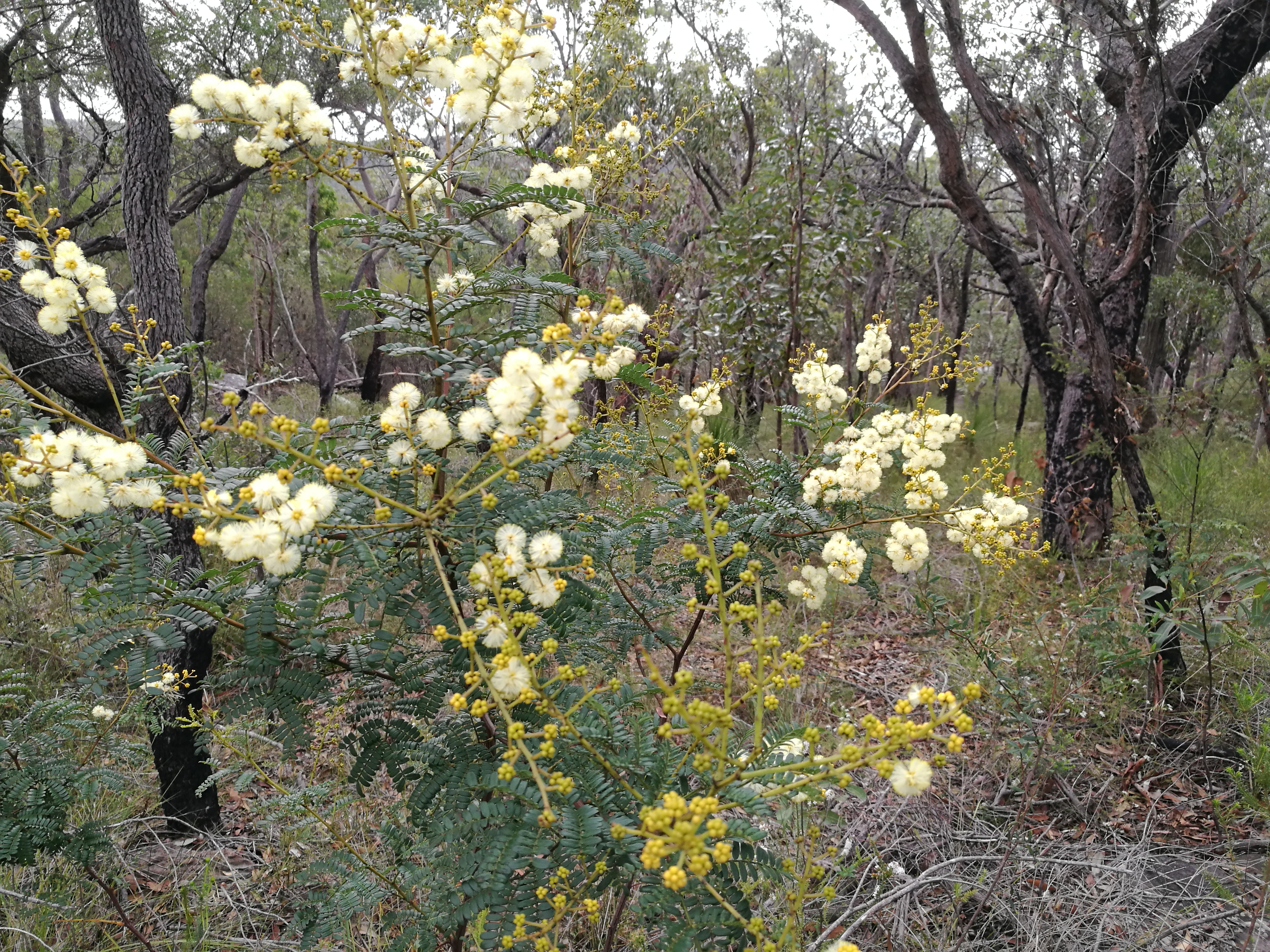